# Luiz Pizarro
Luiz Antônio Ferreira Pizarro (Rio de Janeiro, 1958) é um pintor e arte-educador brasileiro, conhecido por integrar a chamada Geração 80 da arte brasileira. Em sua carreira, Pizarro participou de duas edições da Bienal Internacional de São Paulo, lecionou com Beatriz Milhazes na Escola de Artes Visuais do Parque Lage e coordenou projetos educacionais no Museu de Arte Moderna do Rio de Janeiro e no Museu Nacional de Belas Artes.